# UMKローカルニュース
『UMKローカルニュース』（ユーエムケー ローカルニュース）は、1970年4月1日開局（サービス放送開始の3月2日から3月31日まで）から1975年3月29日まで5年間、テレビ宮崎で18時台後半に生放送されていたローカルニュース番組である。

## 番組概要
- UMKのサービス放送開始時から放送されていた番組（正式開局は1970年4月1日）。同局は宮崎日日新聞が大株主となっており、報道関係においてUMKと宮日が包括的な提携を結んでいた。

- その事から、本番組は宮日が全面製作し、宮日の記者とニュースデスクによる司会で宮崎県のその日一日のニュースを伝えていた。

- UMKは開局から2年間は名目上FNN/NNN/ANNのクロスネット局となっていたが、番組供給・ニュースネットのいずれにおいてもどのネットワークにも加盟できないという状態が発生した（1972年4月にFNSに、1973年1月にFNNに加盟）。

- つまり、宮日の単独制作でUMKは事実上の幹事局というものだったといえる。

- 本番組の終了後、UMKは『UMKニュース6:45』という番組を半年間放送したが、この頃から進行役や自主制作スタッフにUMKのメンバーが加わって「宮日・UMK共同制作」という体裁になり、実質UMKに制作を移管した形になった。

- なお、宮日記者が司会を務める番組としてはその後、宮崎ケーブルテレビほか宮崎県内にある各ケーブルテレビ向けに放送した『みやにち930』（みやにちきゅうさんまる）という番組がある。

## キャスター
- シフト勤務

## 放送時間
- 月曜日 - 土曜日 18:45 - 18:50 （1970年3月2日 - 1975年3月29日）